# Khaled Korbi
Khaled Korbi (arabe : خالد القربي), né le 16 décembre 1985 à La Manouba, est un footballeur tunisien évoluant au poste de milieu défensif.

## Biographie

### Clubs
Korbi commence à jouer au football dès son plus jeune âge. À huit ans, son père — lui-même ancien joueur dans divers clubs — l'inscrit à la Jeunesse sportive de La Manouba où il évolue, en parallèle à ses études, jusqu'à la catégorie cadet B (première année).
Il fait ses preuves et finit par attirer l'attention du Stade tunisien qui le recrute pour jouer dans l'équipe des cadets A. Au terme de la saison 1997-1998, son équipe remporte la coupe. Le 16 décembre 2008, le jour de ses 23 ans, il affirme vouloir rejoindre l'EST. Quelques jours après, il signe un contrat de trois ans avec ce club, six mois avant l'expiration de son engagement avec le Stade tunisien. Avec cette équipe, il remporte en janvier 2009 son premier titre avec la coupe nord-africaine des vainqueurs de coupe.
Le 6 juin 2012, Korbi rejoint Al-Sailiya SC en signant un contrat de deux ans avec le club. Le 22 décembre, il parvient à un accord mutuel avec le club pour résilier son contrat ; il est transféré le 23 février 2013 à Al-Wakrah SC. Revenu en Tunisie à la fin de la saison, il rejoint le 10 juillet le Club africain. Le 13 septembre 2014, il résilie son contrat avec ce club.
Le 15 mai 2015, il signe un contrat de deux ans avec le Raja Club Athletic. Fin août 2015, la direction du club décide de se séparer du joueur à la suite d'un accord trouvé entre les deux parties pour rompre le contrat. En effet, Korbi est mécontent de la décision de l’entraîneur Ruud Krol de ne pas le faire jouer durant les dernières rencontres officielles alors que Krol est insatisfait de ses performances. Il retourne finalement au Stade tunisien.
Le 27 mai 2016, il est suspendu à vie avec deux de ses coéquipiers (Kaïs Amdouni et Seifeddine Akremi) par la Fédération tunisienne de football pour avoir agressé le gardien Youssef Trabelsi de l'Avenir sportif de La Marsa à la fin du match ayant eu lieu le 22 mai. Il est condamné dans la foulée à six mois de prison avec sursis.

### Équipe nationale
En 2000, il est sélectionné au sein de l'équipe nationale des cadets puis, l'année suivante au sein de l'équipe nationale des juniors.
En 2006, il est sélectionné au sein de l'équipe olympique de football de Tunisie puis est présélectionné en 2008 au sein de la sélection nationale. Il joue sa première titularisation lors d'un match disputé contre le Soudan le 28 mai 2009. Il est appelé à jouer pour la CAN 2010 ; il est titularisé à cette occasion et devient l'un des piliers de la jeune équipe malgré l'élimination précoce de celle-ci au premier tour.

## Palmarès

### En club
- Championnat de Tunisie (3) :
  - 2009, 2010, 2011
- Coupe de Tunisie (1) :
  - 2011
- Ligue des champions de la CAF (1) :
  - 2011
- Ligue des champions arabes (1) :
  - 2009
- Coupe nord-africaine des vainqueurs de coupe (1) :
  - 2008

### En sélection
- Championnat d'Afrique des nations (1) :
  - 2011